# گرنیکا (بوئنوس آیرس)
گرنیکا (به اسپانیایی: Guernica) یک شهر در آرژانتین است که در Presidente Perón Partido واقع شده‌است. گرنیکا ۵۲٬۵۲۹ نفر جمعیت دارد و ۲۵ متر بالاتر از سطح دریا واقع شده‌است.